# Artur Hahnenfurth
Artur Hahnenfurth (* 5. April 1897 in Solingen; † 1. Dezember 1960) war ein deutscher Politiker und Landtagsabgeordneter der Kommunistischen Partei Deutschlands.

## Leben und Beruf
Hahnenfurt war ab 1930 als Gewerkschaftssekretär tätig. Ab 1928 war er Mitglied im Stadtrat der Stadt Solingen und Abgeordneter des Provinziallandtages Rheinland.
Vom 20. April 1947 bis 17. Juni 1950 war Hahnenfurth Mitglied des Landtags des Landes Nordrhein-Westfalen. Er wurde im Wahlkreis 051 Solingen-Altstadt-Höhscheid direkt gewählt. Im anderen Solinger Wahlkreis wurde mit Otto Quade ebenfalls ein Mitglied der KPD gewählt.